# Рибекит
Рибекит — один из породообразующих минералов, входит в группу  силикатов ленточного и цепочечного строения многочисленной натриевой подгруппы щелочных амфиболовых асбестовых минералов. Минерал имеет сложный состав, является водным силикатом магния, натрия с формулой Na2(Fe2+, Mg)3Fe3+2Si8O22(OH)2. Может содержать примеси кальция, титана, марганца, калия и изредка лития.

## История
Впервые рибекит был найден в 1888 году на острове Сокотра (Йемен) известным немецким путешественником, этнологом, естествоиспытателем, коллекционером-альтруистом и минералогом Эмилем Рибеком.

## Происхождение
Происхождение рибекитов имеет метасоматический или магматический характер. Минерал присутствует как акцессор. Рибекит обычно образует тёмно-синие удлинённые волокнистые кристаллы в сильно щелочных гранитах, сиенитах, редко в фельзитовых вулканитах, гранитных пегматитах и сланцах. При гидротермальном изменении рибекит замещается хлоритом, при выветривании — смесью гидроксидов железа с опалом, кварцем, халцедоном. Бывает в виде полосчатых железной и магниевой асбестообразной разновидностей крокидолита (голубой асбест) и родусита (синий асбест).
Встречается в ассоциации с эгирином, нефелином, альбитом, арфведсонитом в магматических породах; с тремолитом, ферроактинолитом в метаморфических породах; и с грюнеритом, магнетитом, гематитом, стилпномеланом, анкеритом, сидеритом, кальцитом, халцедоновым кварцем в железных образованиях.

## Классификация
Кристаллическая система: моноклинная.
Номенклатура и классификация надгруппы амфиболов в отчёте IMA 2012 основаны на их общей формуле:
AB2C5T8O22W2, где
A = _, Na, K, Ca, Pb, Li («_» обозначает вакансию);
B = Na, Ca, Mn2+, Fe2+, Mg, Li;
C = Mg, Fe2+, Mn2+, Al, Fe3+, Mn3+, Ti4+, Li;
T = Si, Al, Ti4+, Be;
W = (OH), F, Cl, O2-.

## Разновидности
Имеет деление по химическому составу:
1. Крокидолит — железная волокнистая разновидность рибекита голубоватого цвета. Один из 6 разновидностей асбеста.
2. Родусит (магнезиорибекит) — магниевая разновидность синего цвета, в структуре которого позиции Fe²+ заняты Mg. Как и крокидолит, встречается в кварце, образуя красивый соколиный глаз. Обрабатывается родусит кабошоном и вставляется в украшения, используется для изготовления мелких поделок[7].
3. Также амозит, тремозит, антофиллит и актинолит[8].

## Физические свойства
Кристаллическая структура имеет моноклинную сингонию и состоит из двойных цепочек кремнекислородных (Si4O11) тетраэдров.
1. Спайность совершенная по призме.
2. Кристаллы образуются в форме асбестовидных, пластинчатых, волокнистых, палочковидных, зернистых агрегатов, удлинённо призматического и игольчатого габитуса.
3. Плотность — 3,4 г/см3.
4. Окраска рибекитов может быть от светло-синей до сине-чёрной, чёрной, серой, серо-синей, коричневой.
5. Стеклянный, матовый и шелковистый блеск.
6. Минерал бывает непрозрачным и просвечивающим.
7. Отдельные обработанные кристаллы рибекитов переливаются синим, жёлто-зелёным и бурым оттенками.
8. Кислотоупорность.
9. Огнеупорность.

## Безопасность
Крокидолит является наиболее опасным из всех асбестовых минералов из-за накопления мельчайших иголок в лёгких вдохнувших их людей. Он стал причиной многих заболеваний, включая плеврит, фиброз, рак лёгких и гортани.

## Степень опасности видов асбеста
ВОЗ выпустила рекомендации по запрещению всех видов асбеста. Европейский союз запретил использование любых видов асбеста на своей территории, так как в Европе добывался амфиболовый асбест, имеющий худшие эксплуатационные характеристики по сравнению с хризотил-асбестом. Россия — мировой лидер по добыче хризотил-асбеста, или так называемого «белого асбеста», который относится к группе природных минералов (магнезиальный слоистый силикат, Mg6Si4О10(OH)8, до 3-5 % Mg2+ изоморфно замещается на Fe2+, Fe3+, Mn2+, Ni2+, Al3+; Si- — иногда Al3+) который не подлежит запрету, не называется токсичным и не является опасным. В настоящее время разработаны научные основы технологического процесса (воздействие реагентов оказывает модифицирующий эффект на хризотил-асбест), при которых изменяется структура ленточных силикатов, и прежде всего, хризотил-асбеста (органические и неорганические связующие приводят к устранению его канцерогенности), что позволяет получать продукт с заранее заданными уникальными свойствами.
В период с 1960 по 1962 год южноафриканские исследователи Джей Си Вагнер, Кристофер Слеггс и Пол Маршан начали выявлять случаи мезотелиомы в районе добычи крокидолита на западе Грикваланда. Была опубликована статья о возможной связи между развитием мезотелиомы плевры и воздействием асбестовой пыли на людей, живущих на асбестовых полях Кейпа. Врач Ирвинг Дж. Селикофф (англ. Irving Selikoff), работавший в одной из больниц Нью-Йорка. Начиная с начала 1960–х годов он и его коллеги выпустили ряд публикаций, указывающих на то, что работники, работающие с асбестовым материалом в США, подвергаются «большому риску», так как могут заболеть асбестозом, раком лёгких или мезотелиомой, и возможно, желудочно-кишечным раком .
В 1969 году в США был подан первый иск об ответственности третьих лиц за причинение вреда здоровью от асбеста, его производство и использование резко сократилось. В 1973 году импорт асбеста в Британии составлял около 190 000 тонн в год, к 1997 году этот объем сократился до 4820 тонн хризотила, который к тому времени был единственным материалом, разрешённым для использования. В 2020 году в США было импортировано из Бразилии около 300 метрических тонн необработанного хризотил-асбеста, количество ввозимого асбеста в промышленных продуктах неизвестно.
Наиболее опасна группа амфиболовых (голубых) асбестов, в которую входит разновидность рубекита — крокидолит. Их запретили использовать в Западной Европе и США. Хризотиловый асбест (именно эту форму минерала сегодня используют в промышленности и производстве России, Канады, Казахстана и стран Азиатско-Тихоокеанского региона). В соответствии с Конвенцией № 162 «Об охране труда при использовании асбеста» Международной организации труда (МОТ), которая ратифицирована 35 странами, в том числе Россией, соблюдение изложенных в ней рекомендаций с осуществлением комплекса организационно-технических мер по контролю за использованием хризотилового асбеста и изделий на его основе гарантирует безопасность его применения для людей и окружающей среды. Ряд исследований, проведённых учёными, показали, что «в отношении рака легких гипотеза о том, что хризотиловый и амфиболовый асбест обладают одинаковой активностью (rpc = 1), была отвергнута». Исследователи отмечали, что в большинстве обзоров о злокачественных образованиях имеется значительная доля случаев без задокументированного воздействия асбеста (до 87 %).
Временный комитет ООН на Пятой сессии Временного комитета по рассмотрению химических веществ, состоявшейся 2‑6 февраля 2004 года в Женеве, пришёл к выводу, что требования приложения II к Конвенции соблюдены, и вид асбеста, используемого в России для производства продукции, включён во временную процедуру предварительного обоснованного согласия Межправительственным комитетом. Наиболее распространенные виды изделий из этого вида асбеста — трубы, кровельные и плоские листы, которые используются для наружной отделки зданий. Магнезиальный рибекит-асбест используется для биологической защиты атомных реакторов и теплозащитных материалов.
Научно подтверждено, что наиболее опасной является группа амфиболовых (голубых) асбестов. Амфиболы – пять минералов класса амфиболов имеют волокна игольчатой формы: крокидолит (рубекит), амозит, тремозит, антофиллит и актинолит. Воздействие мелких частиц асбеста из группы амфиболов на лёгочную ткань вызывает асбестоз, плевральные аномалии, карциному лёгких, мезотелиому и другие заболевания. Амфиболовый асбест признан высоко канцерогенным веществом, и к 1980-м годам был запрещён в большинстве стран. Доказательства того, что хризотил-асбест является возбудителем рака лёгких, и особенно мезотелиомы, остаются сомнительными.
Канцерогенная активность асбеста, произведённого из группы амфиболовых асбестов была доказана эпидемиологами и токсикологами. От взаимодействия с амфиболовым асбестом наиболее часто возникают различные заболевания лёгких, в том числе рак. Эта точка зрения поддерживается учёными и научными данными.
Из мировой торговли почти полностью исключён асбест, произведённый из амфиболовых асбестовых минералов — грюнерит (амозит) и рибекит (крокидолит).

## Месторождения
Основные регионы нахождения минералов: Австралия, Казахстан, Канада, Кения, Нигер, США, ЮАР. В России в настоящее время отсутствуют разработанные месторождения рубекита. Хадсоновский институт минералогии (Национальный музей Уэльса, National Museum Wales, Великобритания), ошибочно указывает на карте Горноозёрское месторождение, Республика Саха (Якутия). В месторождении Горноозерское найдены кальциртит и цирконолит. Месторождение не разработано. В настоящее время месторождения по добыче амфиболов, в том числе, рубекита, в стране закрыты, их использование запрещено с 1999 года. В гражданских целях используется только хризотил. Амфиболы добывались на нескольких месторождениях с 1947 по 1994 год, всего в России добыто около 40000 тонн.

## Применение
1. В ювелирно-поделочных изделиях.
2. Используется для изготовления минеральных красок. В качестве пигмента был известен ещё в Древнем Египте. Изредка применялся в иконописи. К достоинствам красок из рибекита относится устойчивость к внешним факторам, к недостаткам — ненасыщенность, некая сероватость оттенков.
3. В производстве противопожарных и теплоизоляционных материалов.

В США асбест широко использовался во многих продуктах. Список составлял 3000–4000 наименований применения асбеста во многих продуктах. Его смешивали с пластиком для производства долгоиграющих пластинок, использовали во время съёмок фильма «Волшебник страны Оз», в 1950-х годах добавляли в фильтры некоторых сигарет и даже в первые противогазы. Самое удивительное применение асбеста — в зубной пасте, вероятно, из-за абразивных свойств его волокон .